# Passadumkeag
Passadumkeag és una població dels Estats Units a l'estat de Maine (EUA). Segons el cens del 2000 tenia 441 habitants.

## Demografia
Segons el cens del 2000, Passadumkeag tenia 441 habitants, 172 habitatges, i 129 famílies. La densitat de població era de 7,4 habitants/km².
Dels 172 habitatges en un 32,6% hi vivien nens de menys de 18 anys, en un 66,9% hi vivien parelles casades, en un 5,8% dones solteres, i en un 25% no eren unitats familiars. En el 21,5% dels habitatges hi vivien persones soles el 9,9% de les quals corresponia a persones de 65 anys o més que vivien soles. El nombre mitjà de persones vivint en cada habitatge era de 2,56 i el nombre mitjà de persones que vivien en cada família era de 2,94.
Per edats la població es repartia de la següent manera: un 26,3% tenia menys de 18 anys, un 7,3% entre 18 i 24, un 29,7% entre 25 i 44, un 21,8% de 45 a 60 i un 15% 65 anys o més.
L'edat mediana era de 39 anys. Per cada 100 dones de 18 o més anys hi havia 100,6 homes.
La renda mediana per habitatge era de 35.250 $ i la renda mediana per família de 40.625 $. Els homes tenien una renda mediana de 38.194 $ mentre que les dones 22.083 $. La renda per capita de la població era de 15.812 $. Entorn del 8,8% de les famílies i l'11,6% de la població estaven per davall del llindar de pobresa.